# تشارلي بيرد (ملحن)
تشارلي بيرد (بالبرتغالية: Charlie Byrd؛ بالإنجليزية: Charlie Byrd) هو عازف جاز وعازف قيثارة وملحن أمريكي وبرازيلي، ولد في 16 سبتمبر 1925 في سوفولك في الولايات المتحدة، وتوفي في 2 ديسمبر 1999 في أنابولس في الولايات المتحدة بسبب سرطان الرئة.

## وصلات خارجية
- تشارلي بيرد على موقع IMDb (الإنجليزية)
- تشارلي بيرد على موقع ميوزك برينز (الإنجليزية)
- تشارلي بيرد على موقع إن إن دي بي (الإنجليزية)
- تشارلي بيرد على موقع أول ميوزيك (الإنجليزية)
- تشارلي بيرد على موقع ديسكوغز (الإنجليزية)